# Sudakova Island
Sudakova Island (englisch, russisch Острова Судакова Ostrowa Sudakowa, deutsch ‚Sudakow-Inseln‘) ist eine Insel vor der Knox-Küste des ostantarktischen Wilkeslands. Sie liegt im Gebiet der Bunger-Oase.
Sowjetische Wissenschaftler kartierten sie als Inselgruppe und benannten sie. Namensgeber ist der sowjetische Petrograph Waleri Alexandrowitsch Sudakow (1927–1959), der in Antarktika ums Leben gekommen war. Das Antarctic Names Committee of Australia übertrug diese Benennung in angepasster Form ins Englische.